# Motero

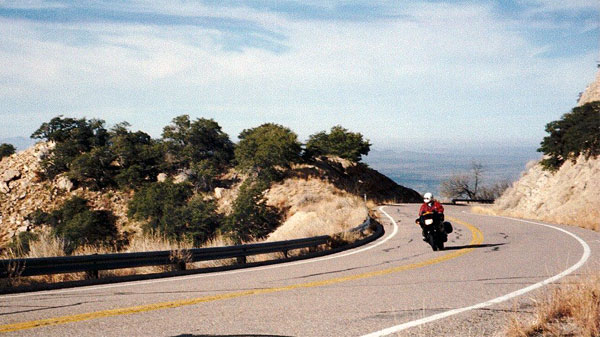
Un motociclista viajando a la ciudad de Kitt Peak, en el estado de Arizona (Estados Unidos).

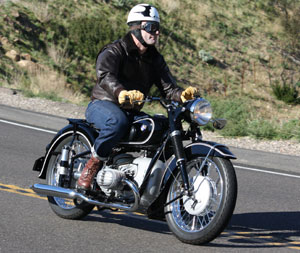
Un motociclista en una BMW R51/3, una moto antigua.

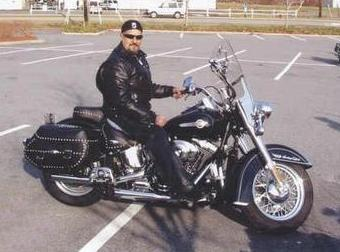
Un motero sentado en una Harley-Davidson.

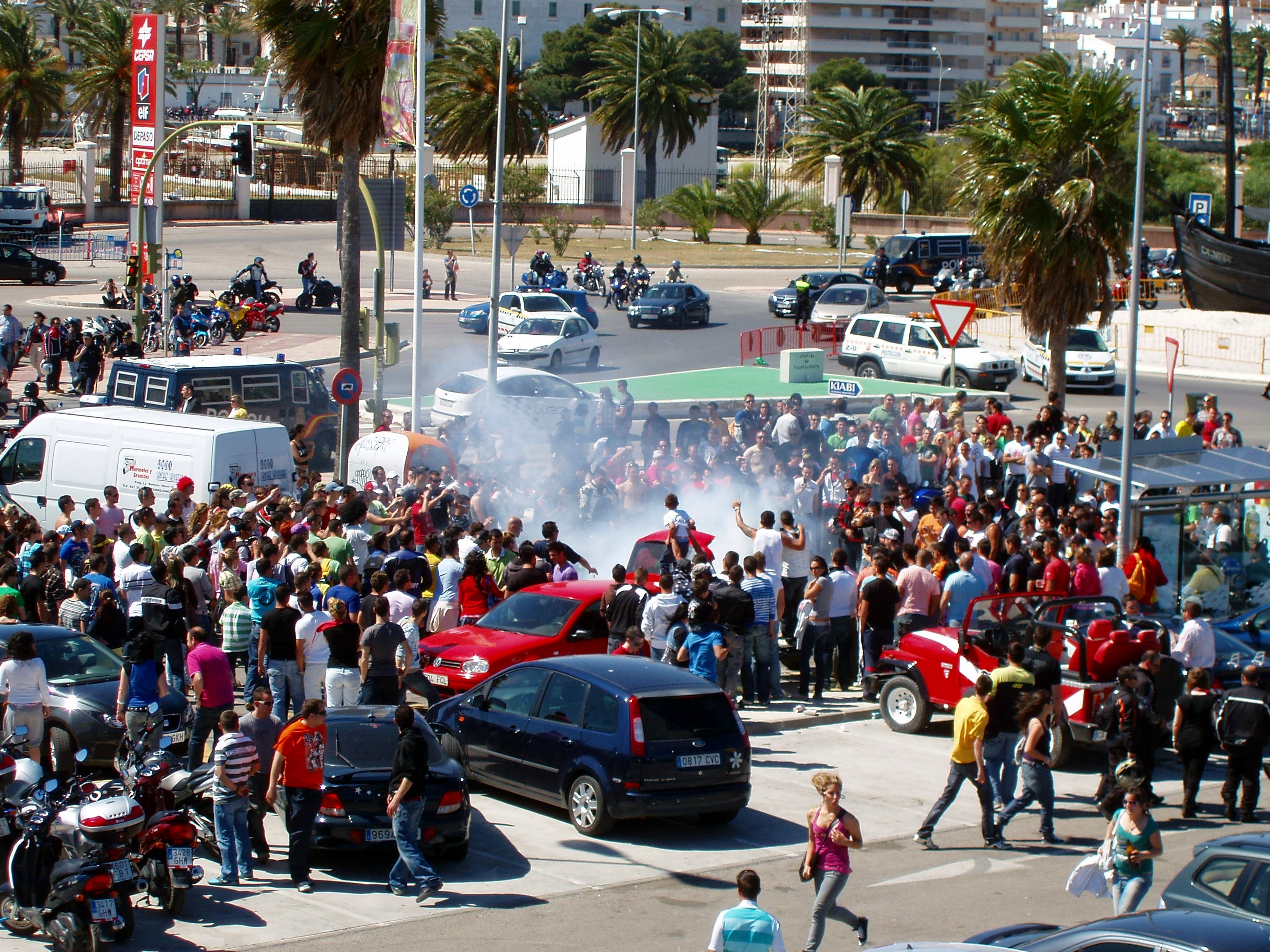
Motero «quemando rueda» en una concentración motera en El Puerto de Santa María (España) con motivo del Gran Premio de Jerez.

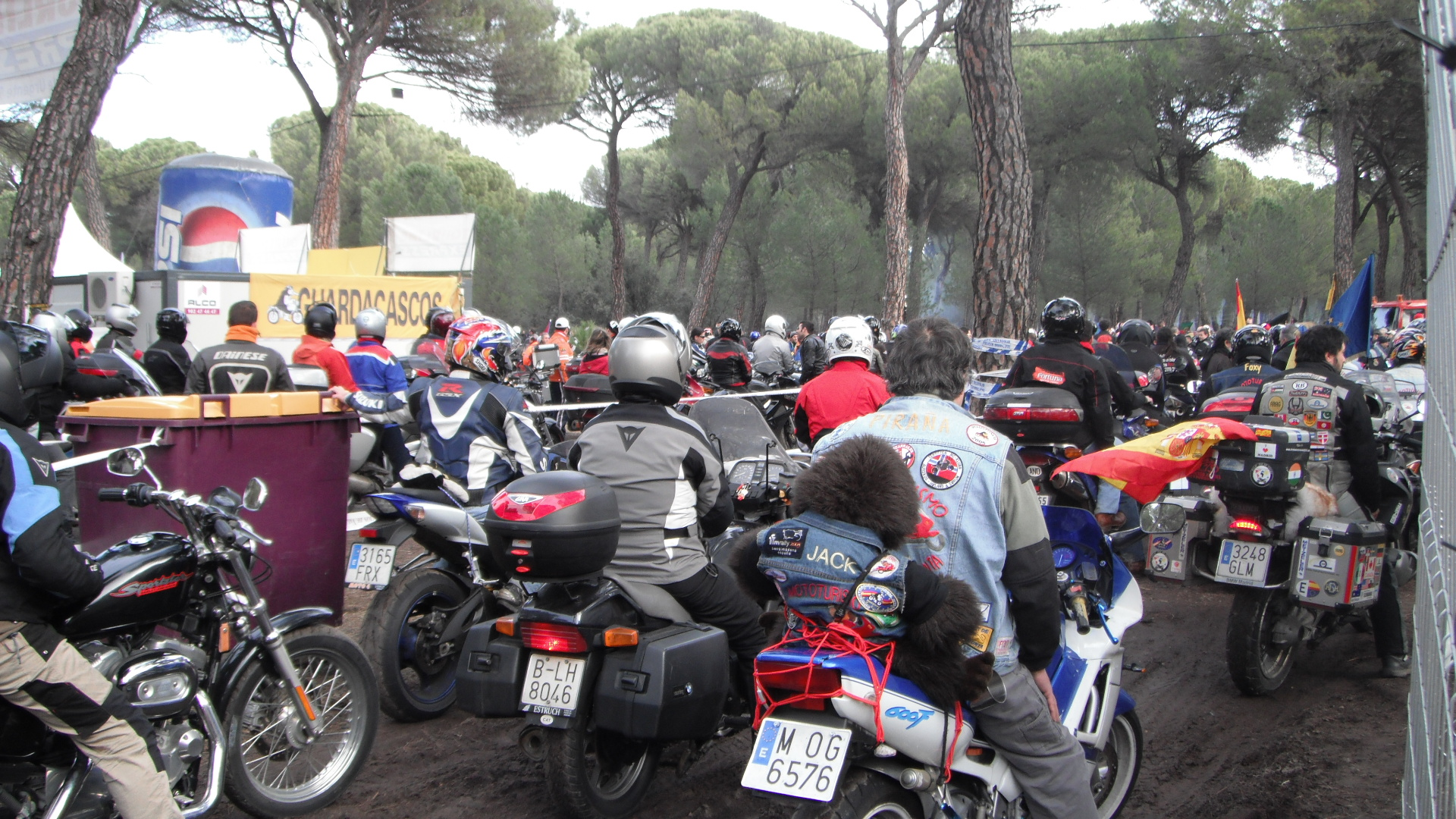
Pingüinos, concentración de moteros celebrada cada invierno en la ciudad de Valladolid (España). Es la más numerosa de Europa.

Se dice motociclista, motorista, motoquero o motero a todo aquel usuario o aficionado a la conducción de motocicleta(s). 
En ocasiones, se distingue el término "motero" del nombre "motociclista", usado para todo individuo que conduce una motocicleta ya sea por afición, trabajo o necesidad de transporte, de modo que todos los moteros son motociclistas pero no todos los motociclistas son moteros.
Dentro de los motociclistas hay individuos con distintas visiones o maneras de entender la motocicleta para su disfrute. Por ello hay quienes disfrutan usándola para pasear, otros para viajar, otros para hacer deporte y otros que disfrutan la moto en sus distintas facetas.
En algunos casos los moteros se agrupan en motoclubes con el fin de compartir con otros aficionados su pasión por estos vehículos, así como una filosofía distintiva que ensalza los valores del compañerismo, la libertad y el contacto con la naturaleza. Existen varias denominaciones para agrupar a los motociclistas como son MC, MG, Family Group etc, pero que se desprenden del sistema estadounidense de la posguerra, con un despertar mediático en los años 1960-1970 (en el marco de la guerra de Vietnam); sin embargo ha habido nuevas denominaciones que derivan de esa línea por considerarla en algunos casos descontextualizada de la actualidad. Son las modalidades FB (freebikers) o ML (motociclistas libres) que funcionan con la misma rigidez que los sistemas clásicos, pero que reconocen la igualdad de géneros y la recuperación de la cultura de la cooperatividad. Esto devuelve al motociclismo su esencia libertaria y se adapta al principio de igualdad que rige la vida moderna, sin perder el concepto original.
En países como Ecuador (en Suramérica), el motero es el vendedor de mote (maíz blanco cocido, que es una comida típica de la región). Por ende, en dicha área se prefiere el término «motociclista».
En Cuba históricamente los motociclistas se han asociado en diferentes tipos de clubes. El primero que se tenga referencia hasta la fecha fue el Club Trotamundo una asociación de motociclistas que surgió en 1928. Era un grupo de motoristas bohemios que incursionaron inicialmente en las primeras asociaciones de motoristas. Se dedicaban a hacer excursiones por la isla y fueron muy conocidos por sus hazañas. Tomado del Libro: Motores clásicos en Cuba 1899-2007 (Spanish Edition). 
En Venezuela tanto los motociclistas como los moteros son llamados "motorizados", adjudicándose a los conductores las características de los vehículos.

## Seguridad vial
Para los motociclistas existe un mayor riesgo en la vía, ya que las motocicletas son un medio de transporte más peligroso que otras alternativas de transporte; el riesgo relativo para motociclistas, de ser muertos o gravemente heridos, por kilómetro recorrido fue de alrededor de 54 veces más alto en Gran Bretaña en 2006 que para los conductores de automóviles. Sin embargo, el motociclismo es menos peligroso que muchas otras populares y recreativas actividades al aire libre, como paseos a caballo o equitación.